# Estação Itaquaquecetuba
A Estação Itaquaquecetuba é uma estação ferroviária, pertencente à Linha 12–Safira da CPTM, localizada no município de Itaquaquecetuba, no estado de São Paulo.

## História
A estação foi construída pela EFCB em 7 de fevereiro de 1926, junto com a Variante Poá, que foi inaugurada somente em 1 de janeiro de 1934. Nos fim dos anos 70 recebeu um novo prédio construído pela RFFSA. Desde 1 de junho de 1994 é administrada pela CPTM.

## Tabela
| Sigla | Estação         | Inauguração            | Integração               | Plataforma | Posição    | Notas                                                     |
| ----- | --------------- | ---------------------- | ------------------------ | ---------- | ---------- | --------------------------------------------------------- |
| IQC   | Itaquaquecetuba | 7 de fevereiro de 1926 | Bilhete Único da SPTrans | Central    | Superfície | Estação construída pela EFCB Reconstruída no padrão RFFSA |